# Pogorzela
Pogorzela (niem. Brandenstein) – miasto w woj. wielkopolskim, w powiecie gostyńskim, siedziba gminy miejsko-wiejskiej Pogorzela.
Według danych z 31 grudnia 2017 r. miasto liczyło 2098 mieszkańców. W latach 2002–2017 liczba mieszkańców wzrosła o 6,8%.
Pogorzela uzyskała lokację miejską przed 1458 rokiem.

## Demografia

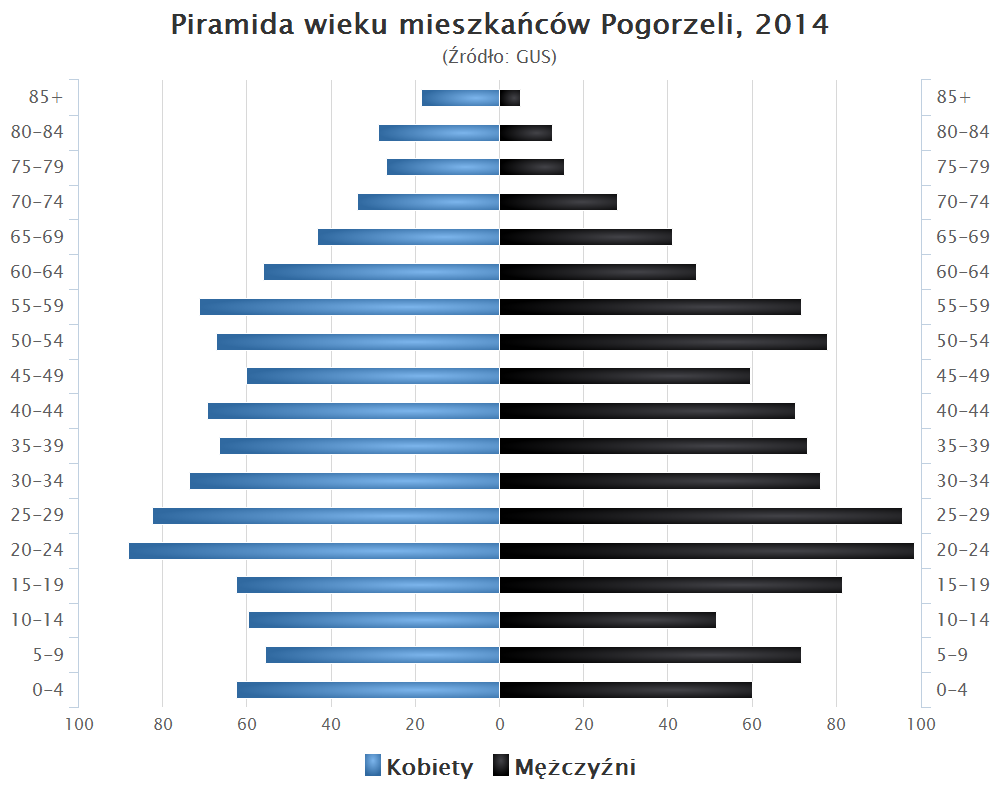
Piramida wieku mieszkańców Pogorzeli w 2014 roku

## Położenie
Pogorzela położona jest na zachodnim skraju Wysoczyzny Kaliskiej, w obszarze źródłowym strumieni Rdęca i Pogona, na skrzyżowaniu dróg Krotoszyn-Gostyń i Koźmin-Krobia, przy nieczynnej linii kolejowej Koźmin-Piaski (stacja kolejowa Pogorzela), około 14 km na południowy wschód od Gostynia, około 18 km na północny zachód od Krotoszyna.

## Historia
Wzmiankowane po raz pierwszy na początku XV wieku. Miasto było wówczas własnością Wczelów-Pogorzelskich. W czasie wojny trzynastoletniej Pogorzela wystawiła w 1458 roku 4 pieszych na odsiecz oblężonej polskiej załogi Zamku w Malborku. W XVI w. przez jakiś czas było ośrodkiem luteranizmu, jako syn miejscowego duchownego w 1577 r. urodził się Samuel Dambrowski. Szybszy rozwój Pogorzeli nastąpił dopiero w wieku XVIII (głównie rzemiosło).
W czasie zaboru pruskiego Pogorzela należała do powiatu Krotoszyn (1793-1919). Według spisu urzędowego z 1837 roku miasto liczyło 1326 mieszkańców, którzy zamieszkiwali 168 dymów (domostw).
Podczas powstania wielkopolskiego sformowano tu ochotniczą kompanię, która później brała udział w walkach pod Rawiczem. W latach 1975–1998 miasto administracyjnie należało do woj. leszczyńskiego, do 1975 roku znajdowało się w powiecie krotoszyńskim, a od 1999 w powiecie gostyńskim.
W latach 1954–1972 wieś była siedzibą gromady Pogorzela.

## Zabytki
- zespół urbanistyczny[10]

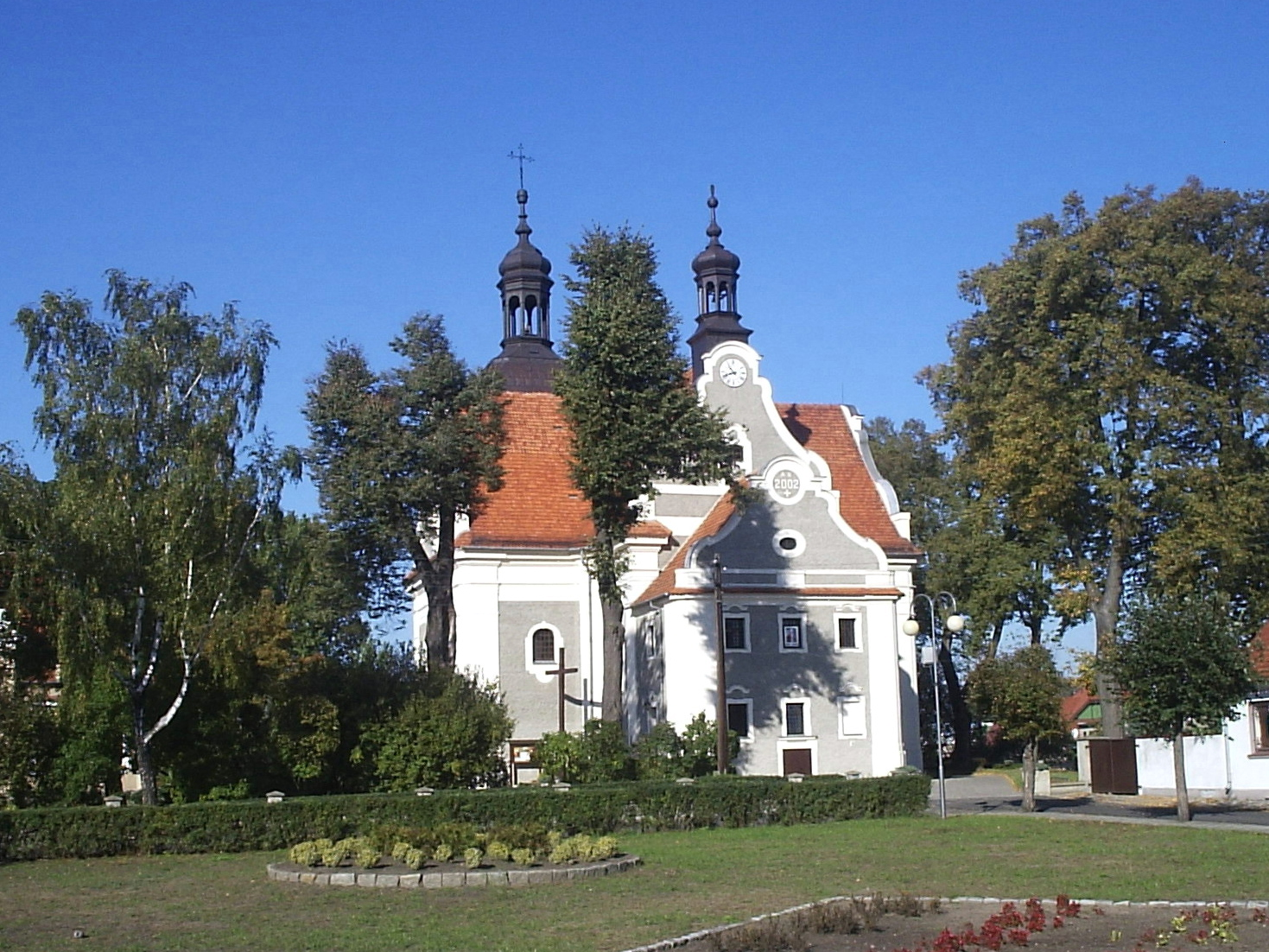
Kościół św. Michała Archanioła późnobarokowy, zbudowany w latach 1778–1785

- późnobarokowy kościół parafialny pw. św. Michała Archanioła, zbudowany w latach 1778–1785[11] z fundacji kasztelana Rocha Zbijewskiego. Wystrój kościoła pochodzi z epoki baroku i rokoka[11]. Gotycki krucyfiks pochodzi z XVI wieku[11]. Ochroną konserwatorską objęte są również[10]:
  - cmentarz kościelny
  - plebania z 1920 roku
  - ogród przy plebanii
- dawny kościół ewangelicki (ul. Krobska 5) z 1861 roku i pastorówka[10]
- pałac Tyszkiewiczów z 1880 roku[10], w którym znajdowała się szkoła[11].
  - park pałacowy z przełomu XVIII i XIX wieku[10] (obecnie Park Miejski)

### Inne obiekty turystyczne
- ratusz z XIX wieku[11]. Na elewacji umieszczono tablicę pamiątkową ku czci ofiar hitleryzmu,
- zachowana w kościele płyta nagrobna Jadwigi z Kąkolewa Pogorzelskiej, wykonana z piaskowca, przyozdobiona stojącą postacią zmarłej, prawdopodobnie wykuta w 1588 roku[7],
- stodoły miejskie, konstrukcji szachulcowej, wypełnianej gliną, z dachami w większości pokrytymi strzechą[11],
- wiatrak-koźlak z 1870 roku[6],
- cmentarz z grobami powstańców wielkopolskich.

W Pogorzeli znajdowała się niegdyś synagoga, wybudowana w drugiej połowie XIX wieku, przed 1887 rokiem, przy ulicy Kotkowiaka. Została zdewastowana podczas II wojny światowej, a po wojnie przebudowana na mieszkania i aptekę.